# Missões Apollo canceladas
Devido a restrições orçamentais impostas no final do Projeto Apollo, houve várias missões Apollo canceladas. Além das Apollo 18, 19 e 20, que foram planejadas, também existiram outros voos cancelados, mas estes foram os únicos voos tripulados cancelados, todos os três planejados para pousar na Lua. Algumas destas missões foram readaptadas para o programa Skylab, mas com outros nomes, e uma delas foi readaptada para uma missão em órbita terrestre com acoplamento com uma nave Soyuz soviética (a Apollo 18, também conhecida por Apollo-Soyuz).

## Apollo 18
A Apollo 18 estava planejada para o início de 1972. A tripulação designada era composta por:
- Richard Gordon – comandante
- Dr. Harrison Schmitt – Piloto do Módulo Lunar
- Vance Brand – Piloto do Módulo de Comando

A expressão Apollo 18 também designa a missão conjunta, em órbita terrestre, da Nasa e do programa espacial soviético, conhecida também como Apollo-Soyuz. Isto explica-se pois era prática comum reaproveitar a numeração de missões canceladas em novas missões.

## Apollo 19
Apollo 19 foi uma das missões canceladas do Programa Apollo.
A tripulação designada seria:
- Fred Haise – Comandante;
- William Pogue – Piloto do módulo de comando;
- Gerald Carr – Piloto do módulo lunar.

A Apollo 19 estava designada para aterrar na Lua na região Hyginus Rille em Julho de 1972, segundo o relatório semanal de 28 de Julho de 1969 - NASA OMSF, Manned Space Flight Weekly Report). Outras fontes indicam que o local de aterragem seria Hadley e apontam para Setembro de 1972.
A missão seria como as últimas três missões da Apollo - permanência na superfície lunar prolongada com três EVAs lunares.
O Módulo de Comando e Serviço utilizado seria o CSM-115, que nunca voou, e se encontra actualmente em exibição no Johnson Space Center, em Houston, Texas, ao lado de um foguete Saturno V. O módulo lunar LM-13 não chegou a ser concluído totalmente, e a parte semi-acabada encontra-se em Long Island, Nova York, na Cradle of Aviation. Também o foguetão Saturno V que seria utilizado nunca o foi. O seu primeiro estágio encontra-se também no Centro Espacial Johnson e os segundo e terceiro estágios no Kennedy Space Center.

## Apollo 20
A Apollo 20 foi uma das missões canceladas do Programa Apollo.
Segundo a rotação de tripulação normalmente utilizada pelo Astronauta-Chefe Deke Slayton, a tripulação seria:
- Charles Conrad, Comandante
- Paul Weitz, Piloto do Módulo de comando
- Jack Lousma, Piloto do módulo lunar

Segundo o relatório semanal da NASA (NASA OMSF, Manned Space Flight Weekly Report) de 28 de Julho de 1969, a Apollo 20 estava agendada para aterrar na Lua, na cratera Copernicus em Dezembro de 1972. Outras fontes apontam o local de aterragem para Tycho.
A 4 de Janeiro de 1970 a NASA anunciou o cancelamento desta missão, já que o foguetão Saturno V designado seria necessário para a estação espacial Skylab e as restrições orçamentais tinham limitado a produção destes foguetões para 15 unidades.
O Módulo de Comando e Serviço que seria utilizado, o CSM-115A, nunca foi acabado e foi descartado, assim como Módulo Lunar LM-14, embora alguns relatórios (não confirmados) indiquem que algumas partes (bem como da LTA-3) estão incluídas no módulo lunar em exibição no Instituto Franklin, em Filadélfia. O Saturn V designado, SA-515, afinal também não chegou a ser utilizado. O seu primeiro estágio pode ser encontrado em Nova Orleães, Louisiana, no Michoud Assembly Facility. O seu segundo estágio foi utilizado no Saturn V em exibição no Johnson Space Center, e o terceiro estágio foi convertido para servir como suporte à Skylab e encontra-se actualmente no Museu Nacional do Ar e do Espaço (National Air and Space Museum).